# 格奧爾吉貝格山
46°36′8″N 14°36′23″E / 46.60222°N 14.60639°E
格奧爾吉貝格山（德語：Georgiberg），是奧地利的山峰，位於該國南部，由克恩頓州負責管轄，屬於卡拉萬克斯山脈的一部分，距離格拉卡卡山0.4公里，海拔高度624米，山體在新近紀時期形成。